# Doré
För konstnären Doré, se Gustave Doré.
Doré betecknar en industriråvara som är en oren metallegering med innehåll av guld.
Namnet kommer från engelska doré (gyllene, förgylld), ursprungligen franska d'or (av guld).
Doré med högt guldinnehåll är slutprodukten i ett anrikningsverk för guldförande malm. I anrikningens slutsteg tillförs vissa tillsatsmedel till ett metallhaltigt slam, vilket upphettas till 1 200 grader i en ugn. Vid upphettningen separeras slaggen från metallerna och flyter upp ovanpå de tyngre metallerna. Den orena legeringen av guld och silver hälls ut i tackformar och blir då dorétackor. Halten guld och silver varierar mellan olika gruvor/anrikningsverk. Medianvärdet är 65 procent guld och 35 procent silver.
Dorétackor är en mellanprodukt i guldframställningen. I nästa processteg renas de i ett raffinaderi till rent guld (99,99 procent/24 karat), oftast gjutet till guldtackor.